# Collana Almanacchi
La Collana Almanacchi es una serie de publicaciones de la casa italiana Sergio Bonelli Editore.
Cada "almanaque", además de historietas, contiene artículos, ensayos cortos, noticias y reseñas sobre un determinado género narrativo: wéstern, ciencia ficción, horror, policíaco, aventuras o misterio.
A cada almanaque está asociado un personaje de historietas de la Bonelli, según afinidad de género:
| Almanaque                    | Género          | Historieta asociada |
| ---------------------------- | --------------- | ------------------- |
| Almanacco del Mistero        | Misterio        | Martin Mystère      |
| Almanacco della Paura        | Horror          | Dylan Dog           |
| Almanacco del Giallo         | Policíaco       | Nick Raider Julia   |
| Almanacco della Fantascienza | Ciencia ficción | Nathan Never        |
| Almanacco dell'Avventura     | Aventuras       | Mister No Zagor     |
| Almanacco del West           | Wéstern         | Tex                 |

El primero a ser publicado fue el Almanacco del Mistero de Martin Mystère en 1987, seguido por el Almanacco della Paura de Dylan Dog en 1991. A partir del Almanacco del Giallo de Nick Raider, publicado en julio de 1993, los almanaques se volvieron una serie propiamente dicha de periodicidad bimensual, la Collana Almanacchi.
En abril de 2015 la Collana Almanacchi fue renovada y sustituida por los Magazine, que repiten la misma fórmula de los almanaques o están dedicados de manera monográfica a historietas o autores de historietas. El Dylan Dog Magazine fue el que inauguró la nueva serie.